# Rüdiger Reiche
Rüdiger Reiche, né le 27 mars 1955 à Querfurt, est un rameur de la République démocratique allemande. En 1976, il remporte la médaille d'or olympique en quatre de couple .   
De grande taille (1.98 m), Reiche débute le sport par l'athlétisme et se fait remarquer par ses prédispositions pour le lancer du poids et du disque. C'est pourtant pour leur équipe de basket-ball que les chasseurs de talent du SC Chemie Halle le recrutent, mais il découvre peu après l'aviron et commence à s'entraîner sous la direction d'Eberhard Mund. En 1973, il termine second du championnat du monde juniors, en skiff. Au championnat du monde d'aviron de Lucerne, en 1974, l'épreuve de quatre de couple est organisée pour la première fois. L'équipage est-allemand, composé de Joachim Dreifke, Götz Draeger, Rüdiger Reiche et Jürgen Bertow, s'impose. Il récidive aux Jeux olympiques d'été de 1976 à Montréal, avec Wolfgang Güldenpfennig, Rüdiger Reiche, Karl-Heinz Bußert et Michael Wolfgramm. L'URSS et la Tchécoslovaquie complètent le podium.
En 1977, Reiche passe au deux de couple et, avec Hans-Ulrich Schmied, remporte la médaille d'argent au championnat du monde d'Amsterdam, derrière les Britanniques. En 1978 et 1979, Reiche est champion de RDA en skiff, épreuve dans laquelle il se classe troisième au championnat du monde de 1979, derrière Pertti Karppinen et Peter-Michael Kolbe. 1980 est le seul moment faible de sa carrière : il échoue à se qualifier pour les Jeux olympiques et ne se rend à Moscou qu'en qualité de remplaçant, mais il ne sera pas nécessaire de faire appel à lui. Il change de club cette année là, rejoignant le SG Dynamo Potsdam et son entraîneur Dieter Öhm. En 1981, il prend la deuxième place derrière Peter-Michael Kolbe au championnat du monde à Munich. L'année suivante, Reiche remporte en skiff son seul titre mondial, à Lucerne. En 1983, il est battu au championnat de RDA par Uwe Mund, le fils de son ancien entraîneur. Il revient alors au quatre de couple, qu'il avait abandonné sept ans auparavant. L'équipage est-allemand, composé de Karl-Heinz Bußert, Martin Winter, Joachim Dreifke et Rüdiger Reiche, est battu par celui de la RFA au championnat du monde à Duisburg. Ce dernier sera également champion olympique en 1984, en l'absence de la RDA. 
Rüdiger Reiche termine sa carrière en 1984 avec deux titres de champion de RDA, en skiff et, avec Bußert, en deux de couple. Il travaille ensuite comme professeur de sport au SG Dynamo Potsdam. Après la chute du mur de Berlin, il est agent d'assurance.